# تشارلي مارشال
تشارلي مارشال (بالإنجليزية: Charlie Marshall)‏ هو لاعب كرة قاعدة أمريكي، ولد في 28 أغسطس 1919، وتوفي في 15 أبريل 2007.